# Campillos
Campillos est une commune de la province de Malaga, fondée en 1492, dans la Communauté autonome d'Andalousie, en Espagne. Elle est située au nord-ouest de la province, dans la comarque de Guadalteba, et dans le district judiciaire d'Antequera.

## Géographie

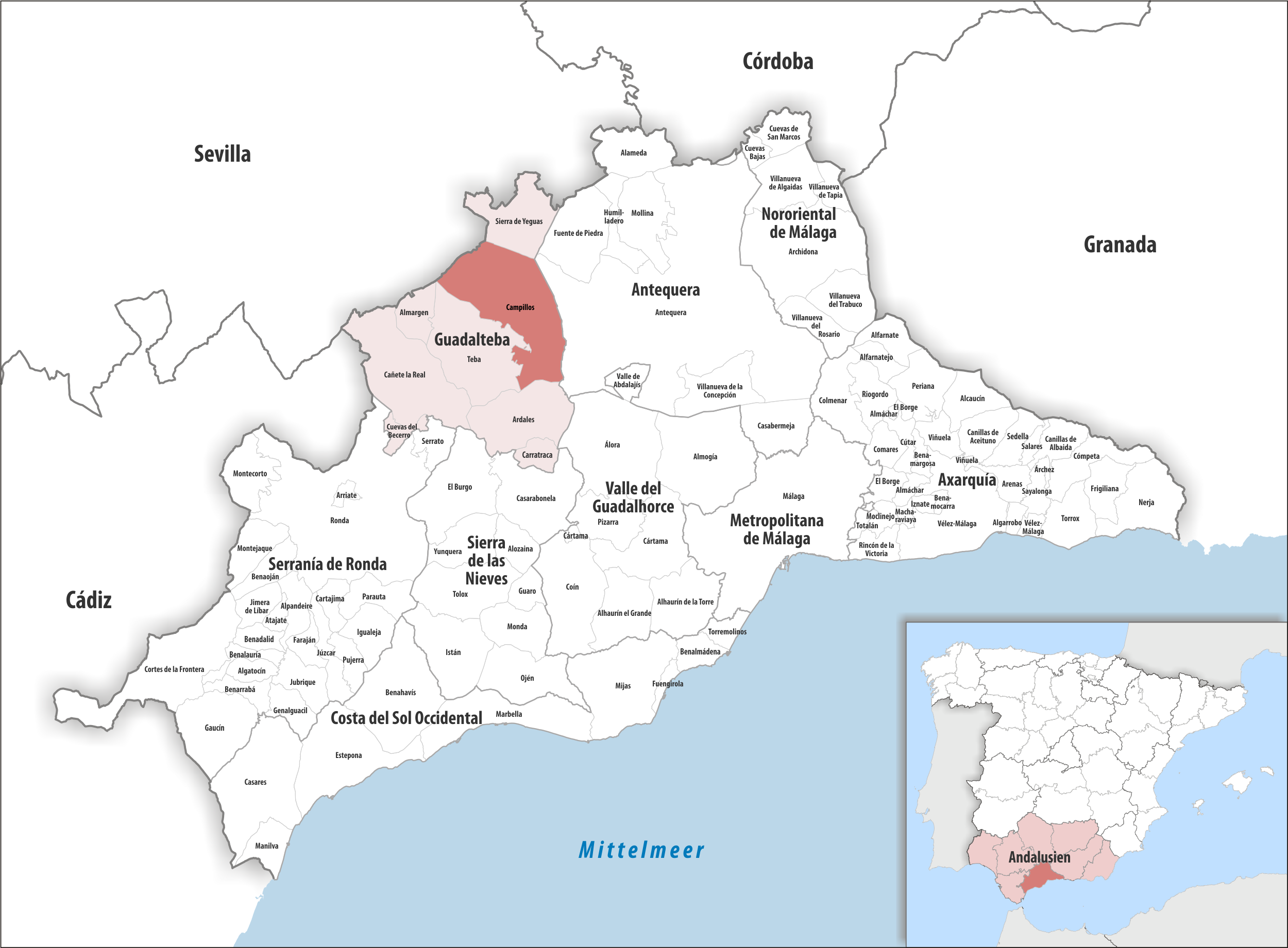
Campillos dans la comarque de Guadalteba, province de Malaga / en Andalousie

### Localisation
La commune de Campillos est sur la bordure nord dans la province de Malaga, et dans la partie nord-est de la comarque de Guadalteba. Elle jouxte la province de Séville au nord-ouest.
Malaga est à 72 km sud-est ;
Antequera à 33 km est ;
Madrid à 492 km nord ;
Gibraltar à 160 km sud-ouest (par la route).

### Communes voisines
De toutes les communes voisines dans la province de Malaga, Antequera est la seule qui ne fasse pas partie de la comarque de Guadalteba : cette commune est dans la comarque d'Antequera. Campillos ne jouxte Almargen que par un quadripoint. 

Les deux communes voisines dans la province de Séville, Martín de la Jara et Los Corrales,sont toutes deux dans la comarque Sierra sud de Séville.

### Hydrographie
Le sud de la commune est marqué par une bonne partie de deux des trois grands réservoirs de Guadalhorce-Guadalteba (es) - celui côté ouest étant alimenté par le Guadalteba (es), affluent du Guadalhorce qu'il rejoint précisément au débouché du réservoir du Guadalteba, où il communique avec le réservoir du Guadalhorce à l'est.

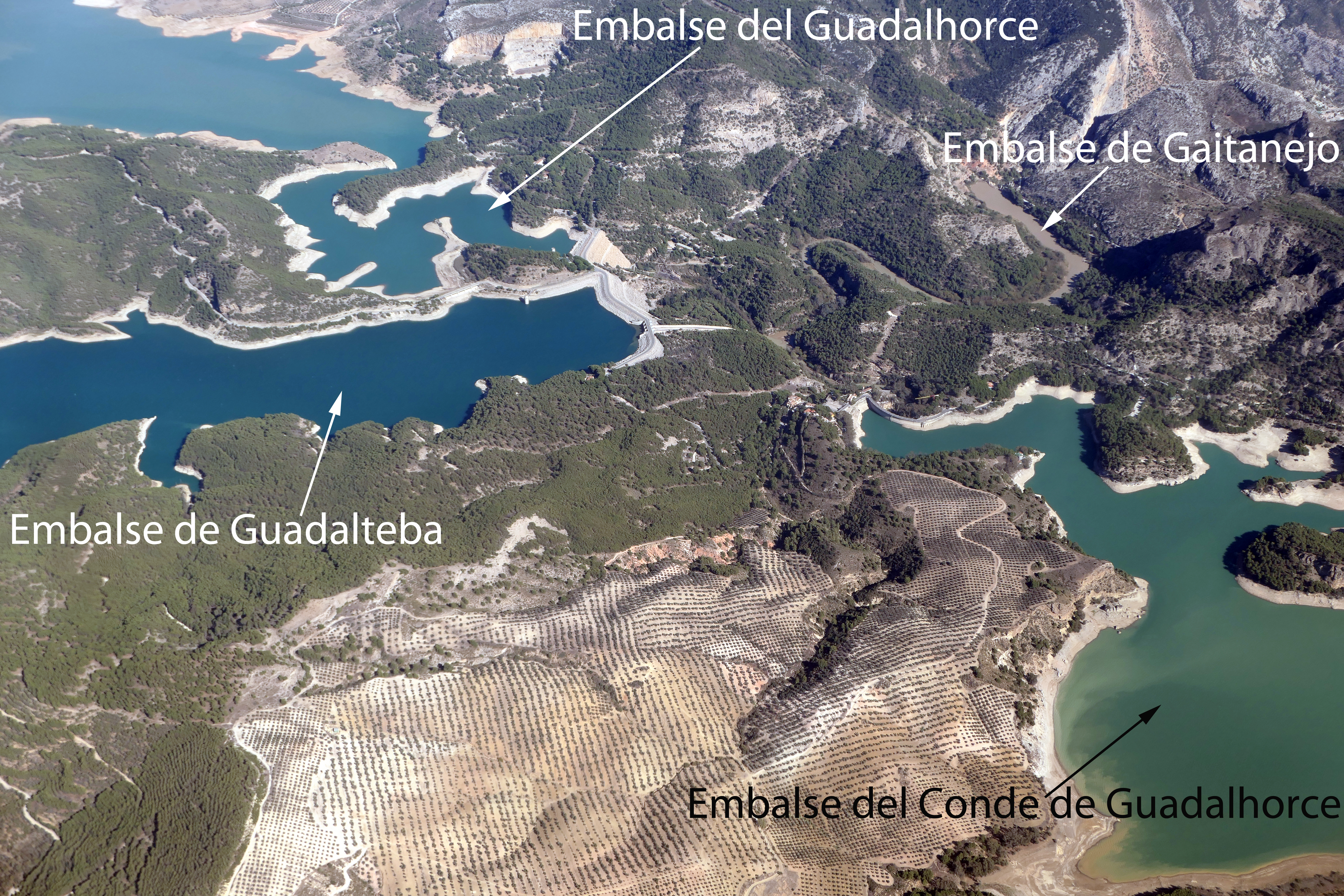
À gauche, la partie des réservoirs du Guadalteba et du Guadalhorce se trouvant sur la commune
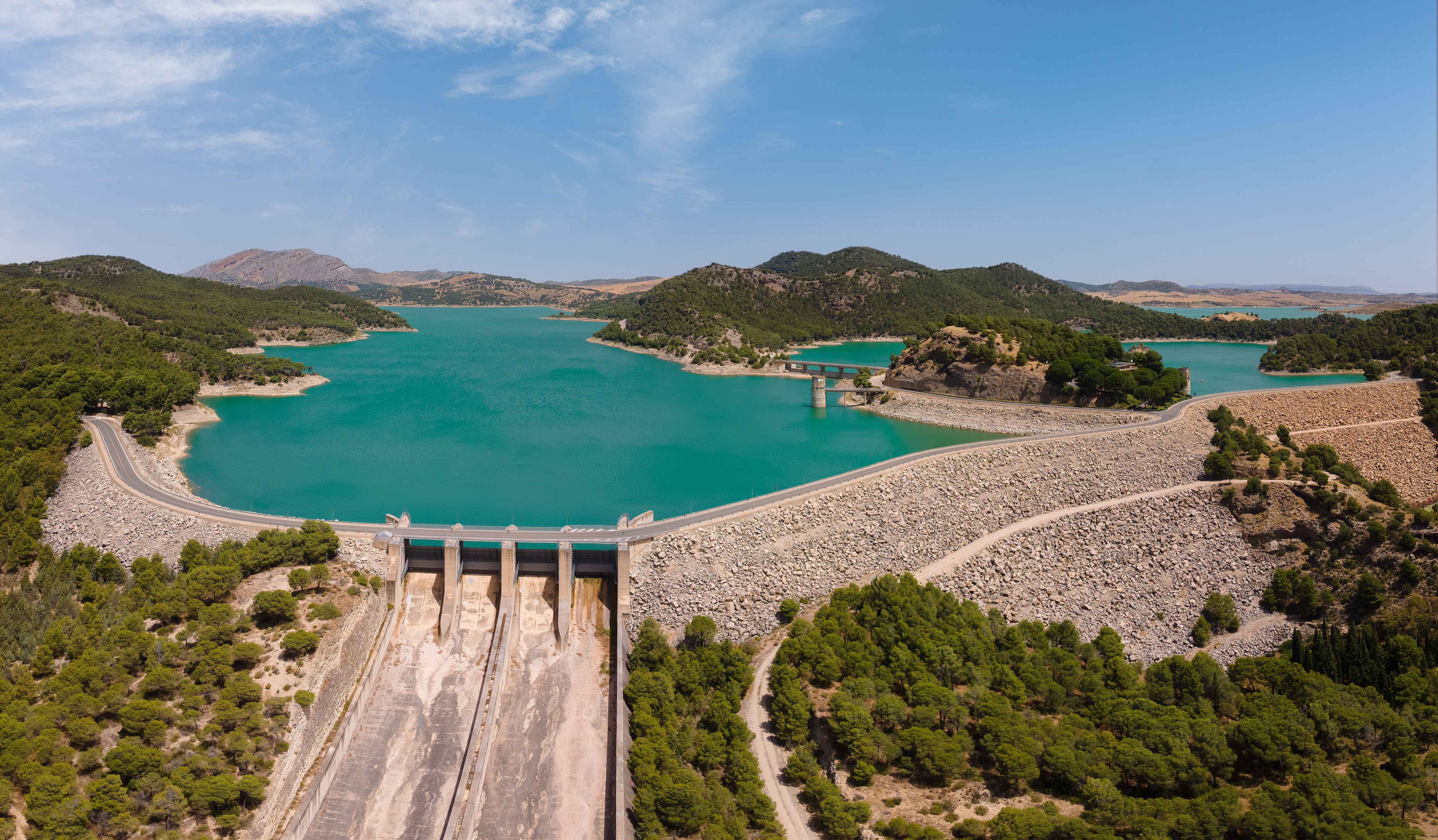
Vue vers le nord sur le réservoir du Guadalteba

## Histoire
Les basses terrasses de la rivière Guadalteba montrent une séquence chronologique continue d'occupation humaine s’étendant du Pléistocène moyen au Moyen Âge. Sont citées entre autres les terrasses près des confluences des rivières Guadalhorce, Guadalteba et Turón.

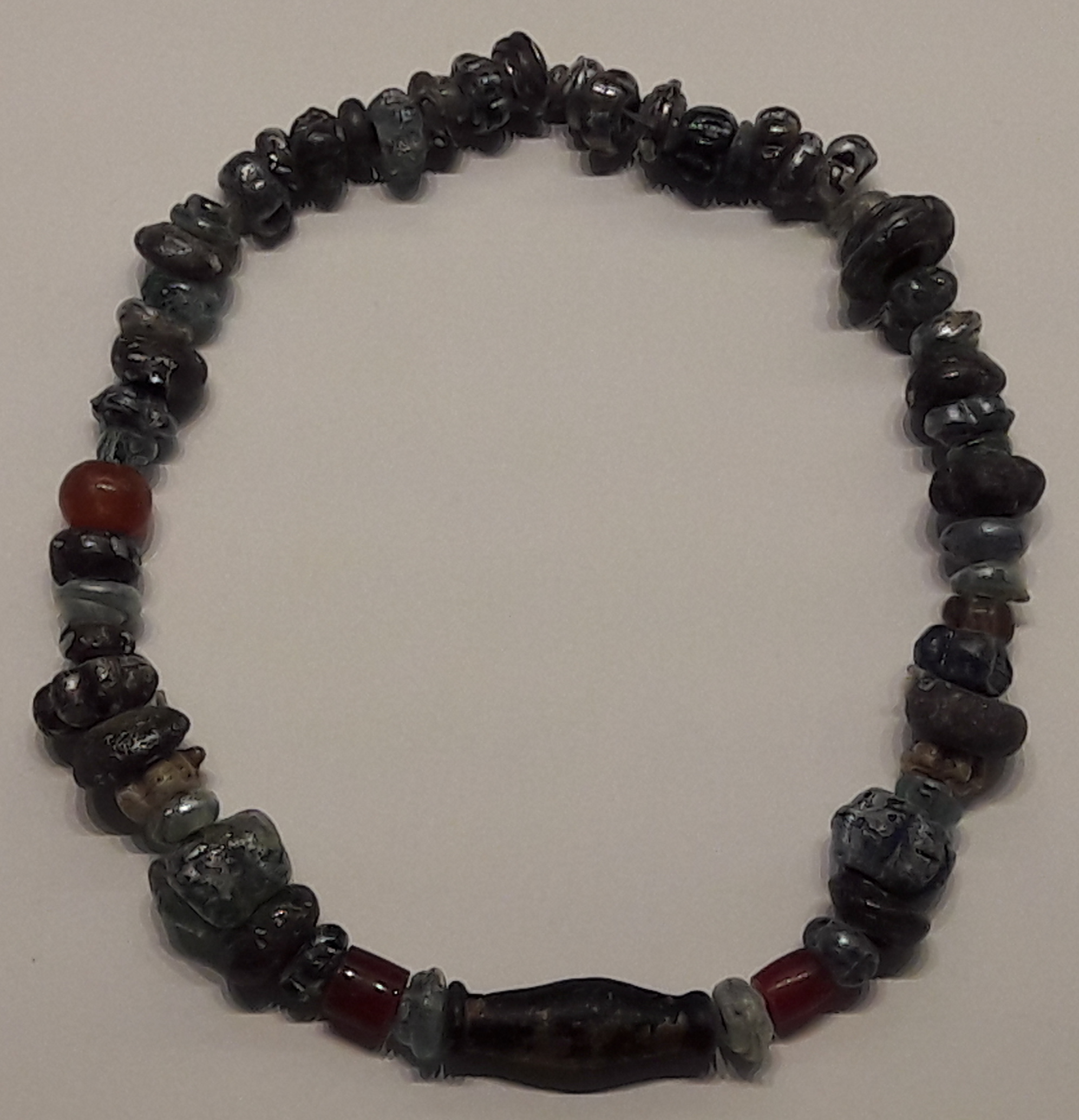
Bronze, agate et pâte de verre, nécropole de Peñarrubia,

Une présence sédentaire s'observe à partir de l’époque néolithique, avec une évolution vers une culture libyo-phénicienne de la côte ; la péninsule Ibérique étant alors clairement définie[Quoi ?], et la suprématie de la colonisation romaine prévalant jusqu’à l’époque du Bas-Empire. De cette culture, on trouve les restes de poterie, de blocs, colonnes, ainsi que des fortifications et des villages, dans des lieux connus pour leurs Castillones, El Vola, Aljibejo Romero. On trouve également une grande variété de monnaies, d’époques différentes, avec des figures allégoriques et de dirigeants, comme des monnaies en bronze d'Octave, Claudius, etc., ce qui démontre ainsi l’unification des villes et villages[Comment ?] de cette contrée, jusqu'à ce qu'elles soient détruites lors des invasions barbares.
La première trace de la ville de Campillos remonte à 1492, lorsqu’elle fut créée sous l’autorité des Rois Catholiques, avec l’arrivée d'habitants d'Osuna, et de Teba, qui s'installèrent là où les forêts de chênes et l'herbe pour le bétail étaient abondantes. Peu de temps après l'arrivée de gens de Teba et d’Antequera, dans la deuxième moitié du XVIe siècle, la formation d’une importante zone urbaine rendit nécessaire l'agrandissement et la restauration des habitations, et l'harmonisation du réseau urbain, c’est-à-dire des rues transversales et longitudinales.
Le 6 novembre 1680, le roi Charles II exempte Campillos de sa dépendance administrative envers Teba. La ville est nommée chef-lieu du district judiciaire en 1821.
Aujourd'hui, les habitants vivent principalement de l'agriculture pluviale, de l'élevage de porcs et de volaille, mais également du marché de la peau animale (sac, vêtements, etc.). L'école San José était très réputée au cours de la dernière décennie de la dictature, et des cinq premières années de la démocratie espagnole, pour la sévérité et l’efficacité de son système éducatif.
Une partie de Campillos a été submergée à la suite de la construction du barrage de Guadalteba en 1971, appartenait à l'ancienne ville de Peñarrubia.

## Politique et administration
Maires depuis 1979
| Législature | Elu (e)                       | Parti politique |
| ----------- | ----------------------------- | --------------- |
| 1979-1983   | Fernando Parejo Romero        | PSOE-A          |
| 1983-1987   | Pedro Benítez Sánchez         | PSOE-A          |
| 1987-1991   | Pedro Benítez Sánchez         | PSOE-A          |
| 1991-1995   | Pedro Benítez Sánchez         | PSOE-A          |
| 1995-1999   | Pedro Benítez Sánchez         | PSOE-A          |
| 1999-2003   | Pedro Benítez Sánchez         | PSOE-A          |
| 2003-2007   | Pedro Durán Morgado           | IULV-CA         |
| 2007-2011   | Jesús Manuel Galeote Albarrán | PSOE-A          |
| 2011-2015   | Jesús Manuel Galeote Albarrán | PSOE-A          |
| 2015-       | Francisco Guerrero Cuadrado   | IULV-CA         |

## Patrimoine
Le centre-ville est formé par un ensemble de maisons seigneuriales et d’édifice de construction récente. Le monument principal de la ville est l'église Notre-Dame del Reposo (sainte patronne du village), dont la construction date du XVIe siècle (1506), bien que le bâtiment ait subi d’importants changements entre la fin du XVIIIe siècle et le début du XIXe siècle, pour prendre la configuration actuelle. Sa façade principale, de style baroque, est considérée comme l'une des plus belles de la région antequerainne. Se trouve également la chapelle de San-Benito, patron de la ville, construite entre 1569 et 1578, et de San-Sebastian. Il existe également des vestiges primitifs des premiers habitants des lieux, tels que les colons romain et arabes.

## Population
| 1900  | 1910  | 1920  | 1930  | 1940  | 1950  | 1960  |
| 6 223 | 5 735 | 5 929 | 6 837 | 7 337 | 8 257 | 8 791 |
| 1970  | 1981  | 1991  | 1996  | 1998  | 1999  | 2000  |
| 7 014 | 8 882 | 7 589 | 7 737 | 7 638 | 7 633 | 7 657 |
| 2001  | 2002  | 2003  | 2004  | 2005  | 2006  | 2007  |
| 7 681 | 7 764 | 7 813 | 7 813 | 8 066 | 8 183 | 8 330 |
| 2008  | 2009  | 2010  | 2011  | 2012  | 2013  | 2014  |
| 8 543 | 8 658 | 8 641 | 8 707 | 8 663 | 8 677 | 8 570 |

## Aux alentours
Sa situation géographique en fait une ville centrale en Andalousie : Campillos se trouve à environ 1 h 10 de Malaga (Alcazaba, château du Gibralfaro, cathédrale, Musée Picasso), à environ 1h30 de Grenade (l'Alhambra, l'Albaicin, la Cathédrale, la Chapelle Royale), à environ 1 h 30 de Séville (Giralda et la cathédrale, les Reales Alcazares, l'Archivo General de Indias, la Plaza de Toros, la Torre del Oro), à environ 1h30 de Cordoue (la Mezquita (Cathédrale Mosquée), l'Alacazar des Rois Chrétiens, le Quartier de la Juderia), à environ une heure de Ronda (les arènes, le pont neuf), et à environ 30 minutes d'Antequera (ensemble Doloménique, le site naturel del Torcal, la colegiata Santa Maria).

## Gastronomie
La gastronomie locale est élaborée avec les produits récoltés sur le terrain, à savoir l’olive et les céréales. Les grandes spécialités sont la Porra Campillera et les salmorejo. Sont également présents, des plats à base de porc, des ragoûts, des lomos de viande. Pour les desserts, on peut apprécier des douceurs comme des madeleines, ou des pains faits avec de l’huile.
Spécialités :
- Bollos de aceite : sont préparés en général pour la semaine sainte
- Gazpacho
- Madeleines : sont préparées en général pour la semaine sainte
- Migas : élaborée à partir de mie de pain, mélangé à de l'eau, dans laquelle on ajoute du raisin, du melon, de la pastèque, des oranges, des olives, et d'autres produits
- Pestinos : se prépare enrobé de miel
- Porra Campillera : à base de mie de pain, tomates, huile d'olive, ail, poivron rouge, thon, et olives
- Ragoût de pois chiches : préparé en général pour la semaine sainte
- Salmorejo : fabriqués à partir d'orange, poisson frit, morue ou thon selon les goûts

## Festivités
- La feria: se déroule à la mi-août (en 2015, du 13 au 16 août). Pendant 4 jours, des animations sont organisées pour divertir petits et grands. Les festivités sont lancées par un grand feu d'artifice, et l'illumination d'une partie de la ville.
- La Semaine Sainte : elle est, avec la Feria, la plus grande et la plus célèbre des fêtes, et ce depuis près de 500 ans. Différentes fraternités s’affairent toute l'année afin de présenter à la ville une Semana Santa très attrayante. En 2015, du 29 mars au 5 avril.
- San Benito : célébré le 11 juillet, c'est le saint patron du village.
- Cavalcade des rois mages : défilé de chars organisé le 5 janvier
- Carnaval
- El Corpus Christi : Célébration de l'Eucharistie par l'église catholique. Se tient le dimanche suivant le jeudi qui se trouve 60 jours après le dimanche de Pâques.

## Environnement
Les terres sont essentiellement couvertes d’oliviers et de champs de céréales.[réf. nécessaire]
La réserve naturelle des étangs de Campillos (es) forme une zone humide et inclut sept étangs – parfois asséchés – : Dulce, Salada, Redondo, Capacete, Marcela, Cerrero, et Camunas. On peut y voir différents oiseaux dont des flamants roses et des cigognes.[réf. nécessaire]